# Chiesa di San Giovanni Battista (Algua)
La chiesa di San Giovanni Battista è il principale luogo di culto cattolico di Frerola, frazione di Algua, in provincia e diocesi di Bergamo; fa parte del vicariato di Selvino-Serina.

## Storia
La chiesa dedicata a san Lorenzo martire, fu edificata nel XV secolo, risultando consacrata nel 1447 dal vescovo di Bergamo Lodovico Donà. Il medesimo vescovo durante il suo lungo vescovato, nel 1480 la elevò canonicamente a parrocchiale smembrandola da quella di San Giacomo di Lepreno. Durante la Visita pastorale diocesana dell'arcivescovo di Milano san Carlo Borromeo del 1575 fu visitata anche la chiesa di san Giovanni a Frerola il 25 settembre. Dagli atti si evince che la chiesa aveva cinque altari gestiti dalle congregazioni ed era inserita nella circoscrizione di chiesa di San Giovanni a Dossena.
Nel 1666 la chiesa fu inserita nel “Sommario delle chiese di Bergamo”, elenco redatto dal cancelliere della curia vescovile Giovanni Giacomo Marenzi e indicata sotto l'invocazione di San Giovanni Battista, si trovava in Valle Brembana Superiore e parte dalla pieve di Dossena. La chiesa era "mercenaria", il clero doveva essere stipendiato dai vicini perché non vi era beneficio, e vi erano le scuole del Santissimo Sacramento che reggeva l'altare maggiore e del Rosario che gestiva l'altare omonimo e la scuola della dottrina cristiana.
Nuovamente visitata nel 1778 dal vescovo Giovanni Paolo Dolfin, e agli atti fu allegato un documento redatto dall'allora parroco dove risulta che vi erano tre altari di cui quello maggiore retto dalla scuola del Santissimo Sacramento, e quello della Madonna del Santo Rosario dalla scuola omonima.
Nel XIX secolo la chiesa però non rispondeva più alle necessità della comunità parrocchiale, si decise di ricostruire l'edificio demolendo quello precedente. Nel Novecento l'edificio fu ultimato con i decori e il nuovo presbiterio, delimitato dalla balaustra, con la posa del nuovo altare maggiore che fu consacrato nel 1944 dal vescovo Adriano Bernareggi che nell'occasione fece dono delle reliquie dei santi Giovanni Battista e Alessandro di Bergamo. Nuovi lavori di ammodernamento e mantenimento si susseguirono nella seconda metà del XX secolo con la posa del nuovo altare ligneo rivolto verso il popolo rispondente all'adeguamento liturgico delle chiese.
Con decreto del 27 maggio 1979 del vescovo di Bergamo Giulio Oggioni, la chiesa fu inserita nel vicariato locale di Selvino-Serina.

## Descrizione

### Esterno
L'edificio di culto con abside rivolta a nord e anticipato dal sagrato con pavimentazione in autobloccanti. La facciata è preceduta dal porticato con una apertura centrale ad arco mentre laterali le lesene dividono la facciata in tre parti e reggono la trabeazione e il cornicione che termina con i tre spioventi del tetto. La facciata nell'ordine inferiore presenta centrale l'ingresso principale con paraste, architrave compreso di gocciolatoio in pietra. L'ordine superiore posto sopra il portico è tripartito da lesene in muratura che reggono il frontone con il timpano triangolare dove è posta la scritta con l'intitolazione. Centrale la finestra rettangolare atta a illuminare l'aula e laterali due nicchie vuote. La facciata termina con la copertura a due spioventi del tetto. Restano poche tracce del quattrocentesco edificio.

### Interno
L'interno a unica navata con volta a botte è diviso da lesene complete di basamento e capitelli corinzi che reggono la trabeazione e il successivo cornicione dove s'imposta la volta. L'aula conserva gli altari della Madonna del Santo Rosario nella terza campata a sinistra e corrispondente a destra quello intitolato alla Madonna e santi con l'ancona raffigurante Madonna del Carmelo con san Carlo Borromeo e santi del 1623 di autore ignoto. L'aula conserva anche la settecentesca tela opera di Vincenzo Angelo Orelli con  Cristo risorto che mostra la ferita del costato.
La zona presbiteriale con copertura da tazza circolare, è anticipata dall'arco trionfale e sopraelevata da tre gradini e ha la copertura. La parte termina con il coro absidato coperto da catino
Nella prima campata è posto a sinistra un confessionale, a destra un quadro votivo. Nella seconda campata a destra è collocato l'ingresso laterale. Nella terza campata è posto a sinistra l'altare dedicato alla Madonna del Rosario e a destra quello dedicato alla Madonna e Santi. Verso il presbiterio, nelle pareti di raccordo con la navata sono posti due ingressi che conducono a sinistra al campanile e a destra alla sagrestia. Il presbiterio è rialzato di tre gradini ed è coperto da tazza circolare. Il coro è absidato e coperto da catino e arredata dal coro ligneo, e la parte superiore conserva il dipinto  Battesimo di Gesù nelle acque del Giordano lavoro di Francesco Rizzo da Santacroce realizzato nel 1520 circa.